# Friedrich-Wilhelm Fleischer
Friedrich-Wilhelm Fleischer (* 14 de septiembre de 1890 en Hanau; † 13 de febrero de 1952 en Norden) fue un marino alemán que llegó a almirante en la Segunda Guerra Mundial.

## Vida
Fleischer ingresó el 1 de abril de 1909 en la Marina Imperial alemana ein, realizó su formación inicial en el crucero protegido SMS Hansa y pasó a continuación a la Escuela Naval, en la que fue ascendido el 12 de abril de 1910 a alférez de fragata. Estuvo luego un año en el navío de línea SMS Helgoland, donde ascendió el 19 de septiembre de 1912 a Leutnant zur See, empleo inferior al de alférez de navío. Del 1 de octubre de 1912 al 30 de marzo de 1913 fue oficial de compañía en la 5.ª Sección de Marinería artillera y luego sirvió durante seis meses en el buque escuela SMSS König Wilhelm. Tras un breve empleo como oficial de compañía en la 1.ª División de Marinería, el 23 de diciembre de 1913 fue destinado al crucero ligero SMS Dresden.
Fleischer permaneció al comienzo de la Primera Guerra Mundial en su buque, que se dedicó con éxito a la guerra comercial, hasta el autohundimiento del crucero por parte de su tripulación. Fleischer quedó internado en Chile a partir del 9 de abril de 1915, hasta que pudo escaparse en julio de 1917. De regreso a Alemania, quedó a disposición de la 1.ª Inspección de Marina, y cuando ascendió a alférez de navío (el 8 de abril de 1917), fue asignado a la Flotilla de torpederos de Flandes.
Terminada la guerra, en diciembre de 1918 fue trasladado a la 3.ª Flotilla y empleado durante cierto tiempo como oficial de enlace. El 21 de enero de 1920 Fleischer ascendió a teniente de navío y como tal fue jefe de la 5.ª Semiflotilla entre el 10 de noviembre de 1921 y el 19 de enero de 1922. Luego fue oficial de torpedos y ayudante en el navío de línea Braunschweig, además de ayudante en la Academia Naval Mürwik de Flensburgo-Mürwik hasta el 23 de septiembre de 1922 como ayudante. Del 24 de septiembre de 1922 al 30 de septiembre de 1923 fue oficial de torpedos en el navío de línea Hannover y luego pasó durante dos años como jefe de compañía a la 3.ª Sección de Defensa Costera. Desde el 24 de noviembre de 1925 fue destinado como piloto de altura al crucero ligero Nymphe y a continuación desde el 28 de septiembre de 1927 estuvo tres años como consejero en la Sección de Defensa Marina de la Dirección de la Armada (Marineleitung), destino en el que le llegó el ascenso a capitán de corbeta el 1 de enero de 1928. El 30 de septiembre de 1930 Fleischer fue nombrado primer oficial del crucero ligero Köln ernannt. Del 19 de abril al 23 de junio de 1932 quedó a disposición del Jefe de la Estación Naval del Mar del Norte; después, hasta el 28 de septiembre de 1934, fue consejero en la Sección de Defensa del Ministerio de Defensa. Desde el 1 de abril de 1933 era capitán de fragata y jefe del Departamento de Organización de la Armada. Luego, hasta el 29 de septiembre de 1937, fue destinado a la Dirección de la Armada, transformada en Comando Supremo (Oberkommando der Marine, OMK). Desde el 1 de octubre de 1934 era capitán de navío. Durante un año, hasta el 3 de agosto de 1938, Fleischer fue comandante del navío de línea Schlesien y luego Comandante de Fortaleza en Pillau hasta el 11 de abril de 1939. El 1 de ese mes había ascendido a contraalmirante y el día 12 fue destinado como Comandante de Costa del Este del Báltico. Además, del 27 de febrero al 6 de mayo de 1939 fue Jefe en funciones de la Kriegsmarine en Königsberg y del 22 de marzo al 11 de abril Comandante en funciones de la Fortaleza de Memel.
Fleischer permaneció en su puesto al estallar la Segunda Guerra Mundial, y el 13 de enero de 1940 fue nombrado Comandante de la Costa de Frisia Oriental y el 26 de julio de 1940 Comandante de Marina de la Costa del Canal. Del 21 de febrero al 4 de abril de 1941 fue Comandante de Marina B y tras ser ascendido el 1 de abril de 1941 a vicealmirante, el 5 de ese mes fue nombrado Jefe de la Misión Naval Alemana en Rumanía y el 1 de julio de 1941 Almirante del Mar Negro. El 2 de mayo de 1942 Fleischer fue relevado y enviado como comandante del Astillero de la Kriegsmarine en Wilhelmshaven del 23 de junio al 31 de agosto de 1942, ascendiendo a almirante el 1 de septiembre. A partir del 23 de octubre de 1944 Fleischer quedó a disposición del Comandante de Marina del Mar del Norte y el 31 de diciembre de 1944 fue jubilado.
Tras la capitulación alemana, Fleischer fue hecho prisionero el 8 de mayo de 1945 por los británicos, que lo dejaron en libertad el 4 de abril de 1947.

## Condecoraciones
- Cruz de Hierro (1914) de 2.ª y 1.ª Clase[1]
- Medalla de herido de la Marina en Negro[1]
- Cruz Hanseática de Hamburgo[1]
- Cruz Alemana de Plata el 29 de septiembre de 1944[2]